# هنري إل. هاسكيل
هنري إل. هاسكيل (بالإنجليزية: Henry L. Haskell)‏ هو شخصية أعمال أمريكي، ولد في 2 يناير 1863 في بلدة أوريليوس في الولايات المتحدة، وتوفي في 3 أبريل 1940.